# التواء مقعر

تطور سلسلة جبلية عن طريق ترسيب الالتواء المقعر والرفع المتساوي الساكن. هذا هو الانهيار من الالتواء المقعر

الالتواء المقعر أو الاستقعار هو مفهوم في علم الأرض قديم لشرح تكون الجبال، والذي طُوِّر في أواخر القرن التاسع عشر وأوائل القرن العشرين، قبل تصور نظرية الصفائح التكتونية. وُصف الالتواء المقعر بأنه طية عملاقة سُفلى في قشرة الأرض، ذات طيات متصاعدة تسمى استحدابًا (بالإنكليزية: geanticlines) والتي سبقت مرحلة ذروة تكون الجبال.